# КК ИТУ
КК ИТУ (тур. İTÜ), што је скраћеница од „Истанбулски технички универзизет“ (тур. İstanbul Teknik Üniversitesi B.K.), је турски кошаркашки клуб из Истанбула. У сезони 2014/15. такмичи се у Другој лиги Турске.

## Историја
Клуб је основан 1953. године, а први пут је заиграо у првој лиги у сезони 1966/67. Најбоље године овог клуба су биле између 1967. и 1973. У том периоду клуб је освојио пет титула првака и два купа. Од 2006. године клуб игра по нижим ранговима, углавном у другој лиги.

## Успеси

### Национални
- Првенство Турске:
  - Првак (5): 1968, 1970, 1971, 1972, 1973.

- Куп Турске:
  - Победник (2): 1969, 1971.
  - Финалиста (1): 1970.

- Друга лига Турске:
  - Првак (1): 2001.

## Познатији играчи
- Ибрахим Кутлај
- Рашко Катић
- Драгољуб Видачић